# Belejovce
Belejovce é um município da Eslováquia, situado no distrito de Svidník, na região de Prešov. Tem 3,08 km² de área e sua população em 2018 foi estimada em 15 habitantes.

## Demografia
| Ano:        | 1994 | 2004    | 2014 | 2024    |
| ----------- | ---- | ------- | ---- | ------- |
| Broj ljudi: | 17   | 20      | 22   | 28      |
| Razlika:    |      | +17,64% | +10% | +27,27% |

| Ano:               | 2023 | 2024   |
| ------------------ | ---- | ------ |
| Número de pessoas: | 28   | 28     |
| Diferença:         |      | -1,42% |